# 1923 w muzyce
Wydarzenia muzyczne w 1923 roku.

## Urodzili się
- 1 stycznia – Milt Jackson, amerykański wibrafonista jazzowy (zm. 1999)
- 5 stycznia – Bill Lister, amerykański piosenkarz country (zm. 2009)
- 7 stycznia – Juliusz Pietrachowicz, polski puzonista, profesor Akademii Muzycznej im. Fryderyka Chopina (zm. 2017)
- 13 stycznia – Daniił Szafran, rosyjski wiolonczelista, pedagog (zm. 1997)
- 16 stycznia – Antonina Kawecka, polska śpiewaczka (mezzosopran, sopran) i pedagog (zm. 1996)
- 21 stycznia – Lola Flores, hiszpańska tancerka i śpiewaczka flamenco oraz aktorka (zm. 1995)
- 22 stycznia – Leslie Bassett, amerykański kompozytor muzyki klasycznej (zm. 2016)
- 24 stycznia – Simeon ten Holt, holenderski kompozytor muzyki klasycznej (zm. 2012)
- 31 stycznia – Iris Kells, brytyjska śpiewaczka operowa (sopran) (zm. 2016)
- 1 lutego – Ursula Mamlok, amerykańska kompozytorka awangardowa i pedagog pochodzenia niemieckiego (zm. 2016)
- 3 lutego – Irena Gałuszka, polska śpiewaczka, wykładowca Akademii Muzycznej we Wrocławiu (zm. 2010)
- 4 lutego – Adam Szybowski, polski śpiewak operowy (baryton), pedagog (zm. 2001)
- 6 lutego – Maurice Le Roux, francuski kompozytor i dyrygent (zm. 1992)
- 10 lutego – Cesare Siepi, włoski śpiewak operowy (bas) (zm. 2010)
- 11 lutego – Maria Szmyd-Dormus, polska pianistka, kameralistka, pedagog, profesor sztuk muzycznych (zm. 2014)
- 17 lutego – Buddy DeFranco, amerykański klarnecista jazzowy (zm. 2014)
- 21 lutego – Béla Síki, węgierski pianista muzyki klasycznej (zm. 2020)
- 23 lutego
  - Dhora Leka, albańska kompozytorka (zm. 2006)
  - Kornel Michałowski, polski bibliograf, bibliotekarz i muzykolog (zm. 1998)
- 24 lutego – Fred Steiner, amerykański kompozytor filmowy (zm. 2011)
- 27 lutego – Dexter Gordon, amerykański saksofonista jazzowy (zm. 1990)
- 2 marca – Orrin Keepnews, amerykański producent nagrań (zm. 2015)
- 3 marca – Doc Watson, amerykański gitarzysta, autor piosenek i piosenkarz folkowy (zm. 2012)
- 6 marca – Erhard Karkoschka, niemiecki kompozytor (zm. 2009)
- 7 marca – Mahlon Clark, amerykański klarnecista i saksofonista, muzyk sesyjny (zm. 2007)
- 14 marca – Celeste Rodrigues, portugalska piosenkarka fado (zm. 2018)
- 21 marca – Mort Lindsey, amerykański kompozytor, lider big-bandów i akompaniator gwiazd (zm. 2012)
- 28 marca – Thad Jones, amerykański trębacz jazzowy, kompozytor i kierownik orkiestry (zm. 1986)
- 30 marca – Leon Tadeusz Błaszczyk, polski filolog klasyczny, muzykolog oraz historyk sztuki i kultury (zm. 2016)
- 1 kwietnia – Oliver Neighbour, brytyjski muzykolog (zm. 2015)
- 17 kwietnia – Gianni Raimondi, włoski śpiewak operowy (tenor) (zm. 2008)
- 20 kwietnia – Tito Puente, amerykański kompozytor, aranżer i instrumentalista reprezentujący latin jazz i mambo (zm. 2000)
- 25 kwietnia – Albert King, amerykański gitarzysta i wokalista bluesowy (zm. 1992)
- 4 maja – Ed Cassidy, amerykański muzyk jazzowy i rockowy, perkusista grupy Spirit (zm. 2012)
- 7 maja
  - Jan Danek, właśc. Stanisław Kośnik, polski piosenkarz (zm. 1997)
  - Jim Lowe, amerykański piosenkarz (zm. 2016)
- 15 maja – John Lanchbery, brytyjski dyrygent, kompozytor i aranżer (zm. 2003)
- 17 maja – Peter Mennin, amerykański kompozytor muzyki poważnej (zm. 1983)
- 23 maja – Alicia de Larrocha, hiszpańska pianistka (zm. 2009)
- 25 maja – Konrad Strycharczyk, polski aktor i tenor, żołnierz podziemia antykomunistycznego (zm. 2015)
- 28 maja – György Ligeti, węgierski kompozytor (zm. 2006)
- 29 maja – Eugene Wright, amerykański kontrabasista jazzowy, członek The Dave Brubeck Quartet (zm. 2020)
- 3 czerwca – Zenon Brzewski, polski skrzypek (zm. 1993)
- 6 czerwca – Jerzy Kulesza, polski śpiewak operowy (baryton), wykonawca piosenki popularnej i aktor (zm. 2017)
- 8 czerwca – Karel Goeyvaerts, belgijski kompozytor (zm. 1993)
- 16 czerwca – Henryk Czyż, polski dyrygent, kompozytor, literat, pedagog (zm. 2003)
- 18 czerwca – Herman Krebbers, holenderski skrzypek (zm. 2018)
- 26 czerwca – Syd Lawrence, brytyjski bandleader jazzowy (zm. 1998)
- 27 czerwca – Jacques Berthier, francuski kompozytor chrześcijańskiej muzyki liturgicznej i organista (zm. 1994)
- 29 czerwca – Ronnie Ronalde, angielski piosenkarz (zm. 2015)
- 1 lipca – Władysław Chomiak, polski śpiewak operowy i piosenkarz (zm. 1961)
- 3 lipca – Milan Munclinger, czeski flecista i dyrygent (zm. 1986)
- 7 lipca
  - Roberto Caamaño, argentyński kompozytor, pianista i pedagog (zm. 1993)
  - Eduardo Falú, argentyński gitarzysta i kompozytor (zm. 2013)
  - Alena Veselá, czeska organistka i pedagog (zm. 2025)
  - Kitty White, amerykańska piosenkarka jazzowa (zm. 2009)
- 10 lipca – Krzysztof Missona, polski dyrygent, profesor (zm. 1992)
- 11 lipca – Ludmila Dvořáková, czeska śpiewaczka operowa (sopran) (zm. 2015)
- 14 lipca – Robert Zildjian, amerykański przedsiębiorca, producent talerzy perkusyjnych marki Sabian (zm. 2013)
- 15 lipca – Cordell Jackson, amerykańska gitarzystka rock & roll (zm. 2023)
- 28 lipca – Chou Wen-chung, amerykański kompozytor pochodzenia chińskiego (zm. 2019)
- 29 lipca – Jim Marshall, angielski biznesmen i konstruktor, jeden z pionierów w dziedzinie konstrukcji wzmacniaczy gitarowych, założyciel firmy Marshall Amplification (zm. 2012)
- 30 lipca – Siegfried Köhler, niemiecki dyrygent i kompozytor muzyki klasycznej (zm. 2017)
- 31 lipca
  - Ahmet Ertegün, Amerykanin tureckiego pochodzenia, założyciel wytwórni Atlantic Records (zm. 2006)
  - Krystyna Nyc-Wronko, polska śpiewaczka operetkowa (sopran), wieloletnia primadonna Teatru Muzycznego w Łodzi, żołnierz AK (zm. 2012)
- 4 sierpnia – Arthur Butterworth, angielski kompozytor, dyrygent, pedagog (zm. 2014)
- 8 sierpnia – Józef Szurka, polski działacz ruchu muzycznego – śpiewaczego i instrumentalnego, chórmistrz, dyrygent zespołów wokalnych, instrumentalnych, kierownik artystyczny i muzyczny (zm. 1997)
- 9 sierpnia – Adrian Foley, brytyjski kompozytor i pianista
- 20 sierpnia – Jim Reeves, amerykański piosenkarz country (zm. 1964)
- 23 sierpnia – Ion Voicu, rumuński skrzypek pochodzenia romskiego (zm. 1997)
- 26 sierpnia – Wolfgang Sawallisch, niemiecki dyrygent i pianista (zm. 2013)
- 29 sierpnia – Krystyna Jamroz, polska śpiewaczka operowa (sopran dramatyczny) (zm. 1986)
- 5 września – Romuald Żyliński, polski kompozytor (zm. 2013)
- 6 września – William Kraft, amerykański kompozytor, dyrygent, pedagog, kotlista i perkusjonista (zm. 2022)
- 7 września – Marcel Zanini, francuski klarnecista jazzowy pochodzenia tureckiego (zm. 2023)
- 9 września – Andrzej Bachleda-Curuś, polski śpiewak operowy (tenor) (zm. 2009)
- 13 września – Aurelio Fierro, włoski piosenkarz pop (zm. 2005)
- 15 września – Anton Heiller, austriacki kompozytor, organista i pedagog (zm. 1979)
- 17 września
  - Ralph Sharon, amerykański pianista jazzowy (zm. 2015)
  - Hank Williams, amerykański muzyk country i autor tekstów (zm. 1953)
- 24 września – Fats Navarro, amerykański trębacz jazzowy (zm. 1950)
- 25 września – Sam Rivers, amerykański muzyk jazzowy; kompozytor, saksofonista, flecista i pianista (zm. 2011)
- 29 września – Wanda Sieradzka de Ruig, polska dziennikarka, tłumaczka, poetka, autorka tekstów piosenek i scenariuszy telewizyjnych (zm. 2008)
- 3 października
  - Von Freeman, amerykański saksofonista jazzowy (zm. 2012)
  - Stanisław Skrowaczewski, polski kompozytor i dyrygent (zm. 2017)
- 9 października lub 14 listopada – Helen Jones Woods, amerykańska puzonistka jazzowa (zm. 2020)[1]
- 11 października – Tadeusz Kubiak, polski skrzypek, muzyk ludowy (zm. 2018)
- 14 października – Mack Emerman, amerykański muzyk, reżyser nagrań, założyciel Criteria Studios (zm. 2013)
- 16 października – Bert Kaempfert, niemiecki kompozytor, aranżer i kierownik orkiestry (zm. 1980)
- 17 października – Barney Kessel, amerykański gitarzysta jazzowy (zm. 2004)
- 18 października – Jessie Mae Hemphill, amerykańska gitarzystka, autorka tekstów i wokalista (zm. 2006)
- 20 października – Robert Craft, amerykański dyrygent i muzykolog (zm. 2015)
- 23 października – Ned Rorem, amerykański kompozytor muzyki poważnej (zm. 2022)
- 27 października – Maliq Herri, albański śpiewak operowy (tenor) (zm. 2004)
- 1 listopada
  - Victoria de los Angeles, hiszpańska śpiewaczka operowa (sopran liryczny) (zm. 2005)
  - Alan Parkhurst Merriam, amerykański etnomuzykolog (zm. 1980)
- 5 listopada – Biserka Cvejić, serbska śpiewaczka operowa (mezzosopran) (zm. 2021)
- 6 listopada – Renato Capecchi, włoski śpiewak operowy (baryton) (zm. 1998)
- 7 listopada – Halina Mickiewiczówna, polska śpiewaczka operowa i operetkowa (sopran koloraturowy) (zm. 2001)
- 11 listopada – Stefan Rembowski, polski kompozytor, pianista, aranżer i autor tekstów (zm. 2012)
- 12 listopada
  - Alirio Díaz, wenezuelski gitarzysta klasyczny, kompozytor (zm. 2016)
  - Charlie Mariano, amerykański saksofonista jazzowy (zm. 2009)
- 15 listopada – Henryk Leszczyński, polski prawnik, kompozytor, cytrzysta (zm. 2009)
- 16 listopada – Francis Clay, amerykański perkusista jazzowy i bluesowy (zm. 2008)
- 17 listopada – Joe Kennedy, amerykański skrzypek jazzowy (zm. 2004)
- 20 listopada
  - Patrick Ireland, angielski altowiolista (zm. 2024)
  - Luz Maria Puente, meksykańska pianistka (zm. 2021)
- 24 listopada – Serge Chaloff, amerykański saksofonista jazzowy (zm. 1957)
- 2 grudnia – Maria Callas, grecka śpiewaczka operowa (sopran) (zm. 1977)
- 8 grudnia – Wacław Kułakowski, polski muzykant ludowy, wileński cymbalista (zm. 2016)
- 12 grudnia
  - Bob Dorough, amerykański pianista jazzowy, wokalista, kompozytor, autor tekstów, aranżer i producent (zm. 2018)
  - Emahoy Tsegué-Maryam Guèbrou, etiopska pianistka i kompozytorka, zakonnica Kościoła katolickiego obrządku etiopskiego (zm. 2023)
- 16 grudnia – Menahem Pressler, amerykańsko-izraelski pianista, założyciel zespołu Beaux Arts Trio (zm. 2023)
- 23 grudnia – Milt Okun, amerykański piosenkarz, aranżer i producent muzyczny (zm. 2016)

## Zmarli
- 19 lutego – Gerónimo Giménez, hiszpański dyrygent i kompozytor (ur. 1854)
- 26 lutego – Erazm Dłuski, polski kompozytor, pianista, profesor (ur. 1857)
- 3 marca – Karl Adolf Lorenz, niemiecki kompozytor, organista, pedagog muzyczny (ur. 1837)
- 5 marca – Dora Pejačević, chorwacka kompozytorka (ur. 1885)
- 8 marca – Krišjānis Barons, łotewski pisarz i folklorysta (ur. 1835)
- 14 kwietnia – Ludwik Gieryng, polski muzyk kościelny, dyrygent orkiestr i chórów, pedagog, organista (ur. 1857)
- 30 maja – Camille Chevillard, francuski dyrygent i kompozytor (ur. 1859)
- 30 czerwca – Claude Terrasse, francuski kompozytor (ur. 1867)
- 13 lipca – Asger Hamerik, duński kompozytor muzyki klasycznej (ur. 1843)
- 14 października – George Whiting, amerykański kompozytor muzyki klasycznej (ur. 1840)
- 22 października – Victor Maurel, francuski śpiewak operowy (baryton) (ur. 1848)
- 2 grudnia – Tomás Bretón, hiszpański dyrygent i kompozytor (ur. 1850)